# 任城郡 (曹魏)
任城郡，中国古代的郡。
东汉元和元年（84年）夏四月，刘尚受封为第一代任城王。自东平国分任城国，领任城、樊县、亢父三县。曹魏改任城国置任城郡，治所在任城县（在今山东省济宁市东南）。辖境相当今山东省济宁市附近地区。西晋复为任城国。北魏神龟元年（518年）复置郡，治所在任城县（今山东省济宁市）。属兖州。辖境相当今山东省济宁市及巨野、嘉祥等县地。北齐天保七年（556年），改为高平郡。

## 東漢任城王系

### 劉博
劉博（？–174年），為汉章帝之孙，河间孝王劉開之子，東漢第4代任城王。
劉博本为参户亭侯，汉桓帝元嘉元年（151年）闰十一月庚午，任城节王劉崇薨，无子，国绝。延熹四年（161年）四月甲寅，封劉博为任城王（治所在任城县，今山东省济宁市微山县西北鲁桥），奉任城孝王劉尚之祀。劉博有孝行，丧母服制如礼，增封三千户。漢灵帝熹平三年（174年）十一月，劉博薨，无子，国绝。熹平四年（175年），灵帝复立河間王劉建子新昌侯劉佗为任城王。
劉博無子嗣。

### 劉佗
任城王劉佗（？－？）為河间贞王劉建之子，東漢第5代（末代）任城王。
劉佗本为新昌侯，漢灵帝熹平三年（174年）十一月，任城王劉博薨，无子，国绝。熹平四年（175年）三月，漢灵帝立劉佗为任城王（治所在任城县，今山东省济宁市微山县西北鲁桥），奉任城孝王劉尚之祀。刘佗在位46年，延康元年（220年）魏文帝受禅，废除任城国，降刘佗为崇德侯。